# 岸田瑛音
岸田 瑛音（きしだ あきと、2004年12月30日 - ）は、日本の俳優である。本名同じ。
所属事務所はスマイルモンキー特技は走幅跳、短距離走、ハンドスプリング。姉はスマイルモンキー所属の岸田海音。

## 略歴
2008年頃、姉が所属していたNEWSエンターテインメントに所属し、スチールモデル、再現ドラマ等に出演。
その後、姉と共にスマイルモンキーに移籍しCM、ドラマ、映画等に出演。
小学5年生から陸上クラブに所属し、走り幅跳びを得意としている。

## 人物
- 趣味は、ゲーム、スケートボード、歌。
- 特技は、走り幅跳び、短距離走、ハンドスプリング。

## 出演

### CM
- DS「ドラ数のび太の数字大冒険」（2012年）
- 日本マクドナルド「15ピースチキンマックナゲット」（2012年）
- バンダイ「キョウリュウジャー獣電池チョコ」（2013年）
- バンダイ「光るパジャマパジャマジャ体操」（2013年）
- オリエンタルランド「ディズニーハロウィーン｣（2013年）
- 日本マクドナルド「ハッピーセットガンバライド篇」（2013年）
- 永谷園「煮込みラーメン遠藤関と豆力士篇」（2014年）
- グリコ「ジャイアントコーン」（2014年）
- 牛角「おねだり友達篇」（2014年）
- 日本マクドナルドハッピーセット「太鼓の達人」「ルーニー・テューンズ」（2014年）
- リクナビNEXT「子どもに夢を託すな。」（2014年）
- LEVEL5「妖怪ウォッチバスターズ赤猫団/白犬隊」（2015年） - 息子 役
- ピザーラ「よくばりクォーターブラッキーファミリー篇」（2015年） - 息子 役
- 永谷園「そうらーめん 豆力士とそうらーめん篇」（2015年）
- 中部電力「エネルギー教室篇」（2015年）
- FANCLヘルスサイエンス「発芽米ダンス(My、まい、舞い)篇」（2015年）
- アース製薬「アースノーマットノーマットの歌篇」（2015年）
- 永谷園「麻婆春雨 みんなでご飯に！篇」（2016年）
- タカラトミー「ナーフ(NERF)」（2017年）
- ポカリスエット　(2022年)

### ドラマ
- 三枚目のボディガード（2011年、BeeTV） - 園児 役
- 全開ガール（2011年、フジテレビ） - いじめっこ 役
- 天の方舟（2012年、WOWOW） - 宮里朋樹 役
- 怪奇大作戦 -ミステリー・ファイル-『血の玉』（2013年、NHK-BS） - 少年 役
- 三匹のおっさん 第7話（2014年、テレビ東京） - 小学生 役
- ツッコミJAPAN（2014年、日本テレビ）
- 大河ドラマ 軍師官兵衛 第1話（2014年、NHK）
- 化石の微笑み（2015年、テレビ朝日） - 深田健介（幼少） 役
- プリズン･オフィサー 第1話（2015年、BeeTV） - 友人（幼少時） 役
- リアル鬼ごっこ ライジング佐藤さんを探せ！（2015年、dtv） - 少年 役
- マッチング・ラブ（2015年、TBS） - いじめっ子 役
- ファイナルライフ（2017年、amazonプライム） - 川久保稜（幼少） 役
- 快盗戦隊ルパンレンジャーVS警察戦隊パトレンジャー 第34話（2018年、テレビ朝日） - バスケ少年 役

### その他のテレビ番組
- コレってアリですか（2011年、日本テレビ） - カケル 役
- 有吉反省会 デヴィ子の部屋（2012年、日本テレビ）
- 祝祝アニバーサリー（2014年、テレビ朝日） - 韮崎潤一郎（幼少） 役
- ママモコモてれび こどもBAR（2014年、日本テレビ）
- 有吉ゼミ（2014年、日本テレビ） - 林家木久蔵（幼少） 役
- ツッコミJAPAN（2014年、日本テレビ）
- 行列のできる法律相談所（2015年、日本テレビ）
- シャキーン! インキー&ヨウキー（2015年、NHK Eテレ）
- 容疑者は8人の人気芸人（2015年、フジテレビ） - 男の子 役
- 水曜日のダウンタウン（2015年、TBS）
- 中居正広の金曜日のスマたちへ E-Girls（2015年、TBS）再現VTR出演
- シャキーン! たまんクイズ（2016年、NHK Eテレ）
- 幸せ!ボンビーガールSP（2016年、日本テレビ） - 天野ひろゆき（幼少） 役
- おはスタ645（2016年、テレビ東京）
- 有吉ゼミ 二世芸能人 親バカNo.1決定戦 LUNA（2017年、日本テレビ） - クラスメイト 役
- エイゴビート（2017年、NHK Eテレ） - 朝香タクマ 役（レギュラー）

### 映画
- 風切羽〜かざきりば〜（2013年） - ケンタ（幼少） 役
- サクラサク（2014年） - 大崎俊太郎（幼少） 役
- ピラメキ子役恋ものがたり〜子役に憧れるすべての親子のために〜（2015年）
- 曇天に笑う（2018年3月21日） - 三平 役
- HAPPYEND　(2024年) -ヒロキ役

### WEB
- 進研ゼミ「小学講座 キミは、冬にもっと伸びる編」
- 味の素「Cook Do 香味ペースト『秒速メシ』ワカメスープ」
- 花王「いっしょにeco(エコ)」WEBムービー

### MV
- 小林うそ「SAYONARAGOODBYE」
- 関ジャニ∞「TAKOYAKI in my heart」PV - プチ横山 役

### 声の出演
- TOYOTA「ラクティス」ラジオCM（2011年）
- ポンキッキーズ「ロンゴマックス」 - リキ 役

### その他
- リクルート情報紙マンションズ スチールモデル
- DINOS「ワンピースコラボカーナビ」
- Canon「EXPO2010」PV